# Mesobius berryi
Mesobius berryi es una especie de pez de la familia Macrouridae en el orden de los Gadiformes.

## Morfología
• Los machos pueden llegar alcanzar los 39,2 cm de longitud total.

## Reproducción
Es ovíparo y las  larvas  planctónicas.

## Hábitat
Es un pez de aguas profundas que vive hasta 2.700 m de profundidad aunque, normalmente, lo hace entre 650 a 1000 m.

## Distribución geográfica
Se encuentra desde el sur de California (Estados Unidos) y Baja California (México) hasta las Islas Hawái y la Isla de Navidad.